# فن أرميني

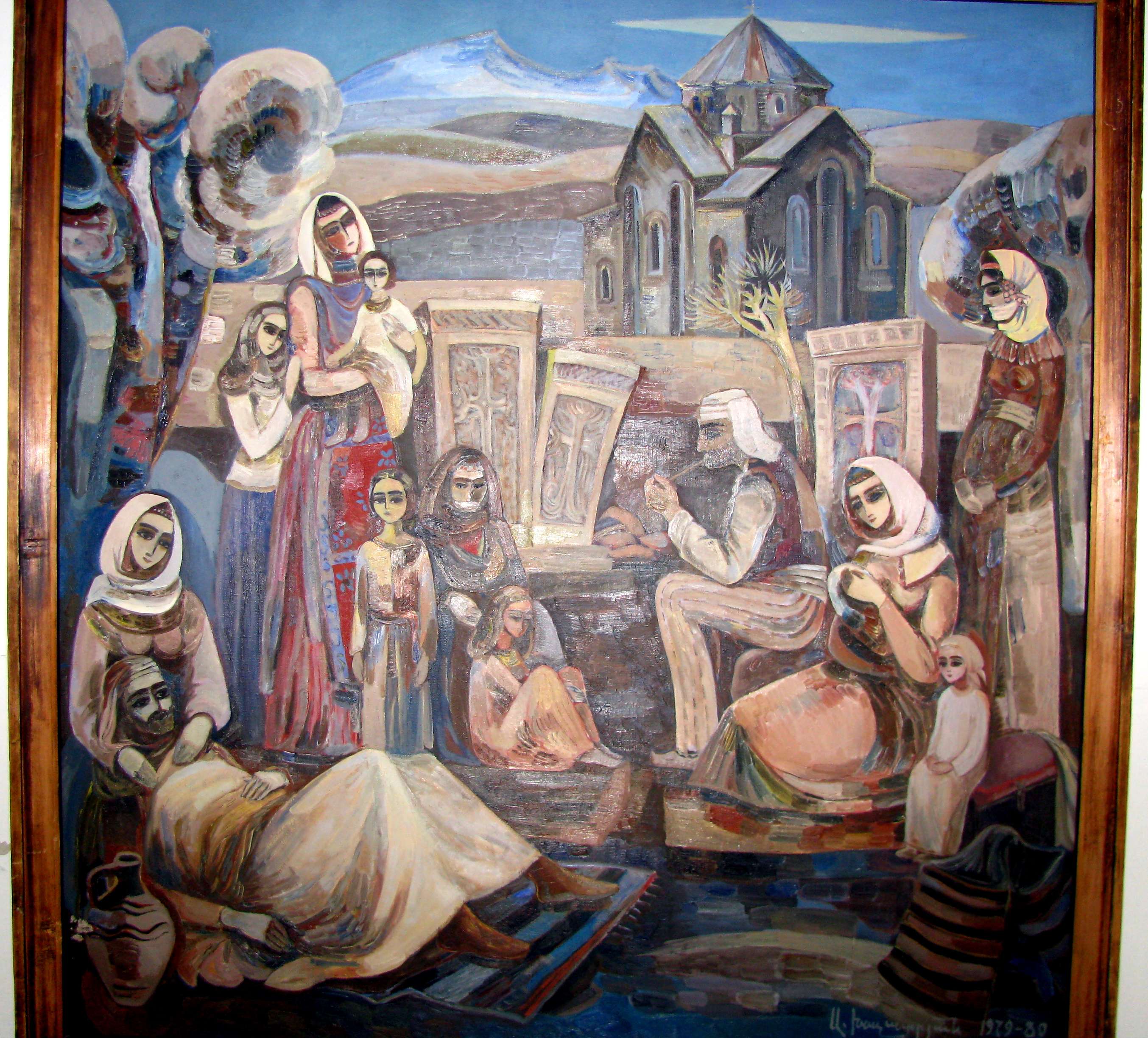
لوحة أرمينية في متحف الفن في وانادزور بأرمينيا.

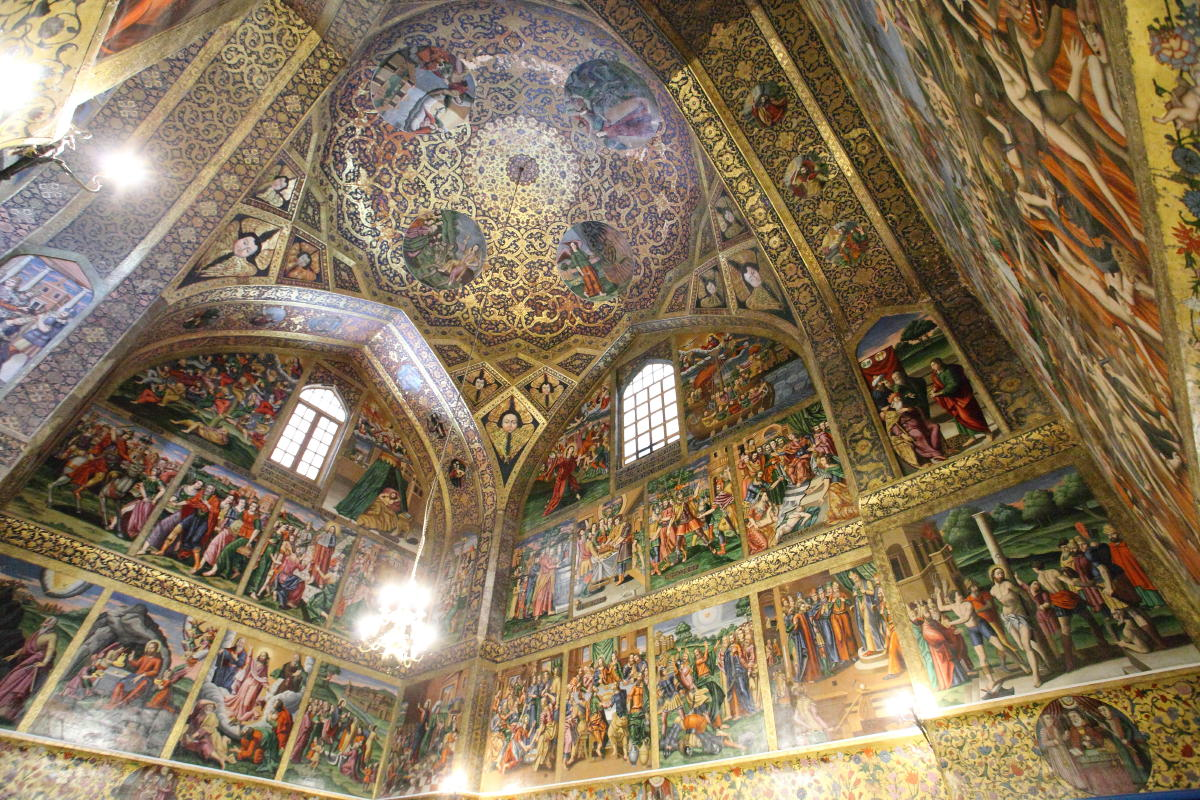
لوحات جدارية أرمينية داخل كاتدرائية وانك من القرن السابع عشر في حي جلفا بإيران.

الفن الأرميني هو نوع مميز من الفن تطور خلال الألفيات الخمسة السابقة حين عاش الشعب الأرميني على المرتفعات الأرمينية. هيمنت العمارة الأرمينية والرسم المصغر على الفن الأرميني وأظهرت تطورًا متسقًا على مر القرون. تشمل الأشكال الأخرى للفن الأرميني النحت والتصوير الجصي والفسيفساء والسيراميك والأشغال المعدنية والنقش والمنسوجات، وخاصة السجاد الأرميني.
كانت أرمينيا ما قبل التاريخ وطنًا لحضارة أورارتو في العصر الحديدي، معروفة بتماثيلها المعدنية القديمة والتي يغلب أن تكون للحيوانات. غالبًا ما كانت هذه المنطقة كما كان حالها فيما بعد، محل نزاع للإمبراطوريات الكبيرة التي كانت تستولي على المناطق المجاورة من بلاد فارس وبلاد الرافدين والأناضول، وكان لكل منها تأثير كبير على الفن الأرميني.
تبنى الأرمينيون المسيحية مبكرًا جدًا، وطوروا نسختهم الخاصة عن الفن المسيحي الشرقي باستخدام الكثير من الأيقونات والرسومات المصغرة الأرمينية في الكتب، والفن المعماري الأصيل لكنائسهم وأديرتهم. كانت إحدى السمات الأرمينية المميزة، والتي ربما أثرت في فن العصور الوسطى في أوروبا، هي شيوع النقش البارز للأشخاص على خارج الكنائس منذ القدم وما بعد ذلك، ولم يكن ذلك معروفًا في بيزنطة.
يختص الأرمن في الفنون والحرف مثل نسج السجاد.

## دراسة تاريخ الفن الأرميني
بدأت دراسة الفن الأرميني في بداية القرن العشرين. كان الكاثوليكوس غاريغين هوفسيبيان والبروفيسور سيراربي دير نيرسيسيان من العلماء البارزين للفن الأرميني. في الآونة الأخيرة، عُدَّ جان ميشيل تيري والبروفيسور ديكران كويمجيان باحثين بارزين في الفن الأرمني.

## العمارة
بنيت أول الكنائس الأرمينية خلال حياة القديس غريغوري المنوِّر، وغالبًا ما كانت تُبنى على مواقع المعابد الوثنية المدمرة، وقلدت بعض جوانب العمارة الأرمينية ما قبل المسيحية.
تنقسم العمارة الأرمينية الكلاسيكية وعمارة العصور الوسطى إلى أربع فترات منفصلة.
الفترة الأولى، من القرن الرابع إلى القرن السابع، بدأت باعتناق أرمينيا للمسيحية، وانتهت بعد الغزو العربي لأرمينيا. كانت الكنائس الأولى معظمها من البازيليكات البسيطة، وكان بعضها مزودًا بمحاريب من الجانب. بحلول القرن الخامس، أصبح مخروط القبة النموذجي في الوسط مستخدمًا على نطاق واسع. بحلول القرن السابع الميلادي، كانت قد بُنيت الكنائس ذات التخطيط المركزي وشُكلت دعامات المشكاة الأكثر تعقيدًا وطراز هريبسيمي المشع. بحلول الغزو العربي، كان قد تشكل معظم ما نعرفه من الفن الأرميني الكلاسيكي.
استمرت الفترة الثانية من القرن التاسع حتى القرن الحادي عشر. عادت العمارة الأرمينية للحياة تحت رعاية أسرة باغريد الملكية بنصب العديد من المباني في منطقتي آني وبحيرة فان: وشملت هذه المباني الأساليب التقليدية والابتكارات الجديدة. تطور الخاتشكار الأرميني المنقوش بزخرفة أثناء هذا الوقت. بُنيت العديد من المدن والكنائس أثناء هذا العصر بما فيها عاصمة جديدة عند بحيرة فان وكاتدرائية نظيرة في جزيرة أكدامار. وقد بُنيت كاتدرائية آني أيضًا تحت رعاية هذه الأسرة. أُسست الأديرة الرئيسية الأولى خلال هذا الوقت، مثل هاغبات وهاريتشافانك. انتهت هذه الحقبة بغزو السلاجقة.

## الرسومات المصغرة
أُنتجت المخطوطات المزخرفة في أرمينيا غالبًا بين القرنين الخامس والسابع عشر. ترتبط أعلى نقطة في هذا الفن بالقرن الثالث عشر وترتبط باسم تورسو روزلين، الذي يعتبر أبرز متنور للمخطوطات أرمني في العصور الوسطى. فُقدت معظم المخطوطات، ولم يتطور المنهج العلمي لدراسات المخطوطات الأرمينية المتنورة إلا في النصف الثاني من القرن العشرين.